# Brod nad Tichou
Brod nad Tichou – gmina w Czechach, w powiecie Tachov, w kraju pilzneńskim. Według danych z dnia 1 stycznia 2013 liczyła 236 mieszkańców.

## Transport
Znajduje się tutaj stacja kolejowa Brod nad Tichou.